# Dieter Schiller (Fußballspieler)
Dieter Schiller (* 20. Oktober 1950 in Bremen) ist ein ehemaliger deutscher Fußballspieler. Er bestritt 88 Spiele in der 2. Bundesliga.

## Leben
Schiller spielte als Jugendlicher beim Blumenthaler SV, dann beim Polizei SV Bremen (1971/72) und Arminia Hannover (1972 bis 1974) jeweils in der Regionalliga. 1974 wechselte er zum FC St. Pauli und damit in die neugegründete 2. Bundesliga. Vollprofi wurde Schiller nicht, er war beruflich beim Arbeitsamt tätig. Im Spieljahr 1976/77 gelang ihm mit den Hamburgern als Zweitligameister der Aufstieg in die Bundesliga, Schiller kam dabei in 22 Spielen zum Einsatz. Den Gang in die erste Liga machte er aus beruflichen Gründen nicht mit. Da noch ausstehende Zahlungen des FC St. Pauli an Schiller aus der Saison 1976/77 angemahnt wurden, wurde Mitte August 1978 in der Halbzeit eines Heimspiels der Mannschaft die Kasse gepfändet. Der FC St. Pauli legte gegen das Gerichtsurteil Einspruch ein.
Schiller wechselte 1977 zum Verbandsligisten SC Victoria Hamburg, zog sich im August 1977 aber bei einem Trainerlehrgang einen Meniskus- und Kreuzbandriss zu. Er war dann ab 1978 Spielertrainer beim SC Victoria, Schiller übernahm die Trainertätigkeit im Juli 1978 von Wolfgang Lehwald, der kurz vor dem Saisonbeginn zum 1. FC Phönix Lübeck gewechselt war. Ab der Saison 1979/80 war Schiller wieder ausschließlich Spieler beim SC Victoria, das Traineramt übte Manfred Junke aus. Er wurde als Victoria-Spieler in die Amateurauswahl des Hamburger Fußball-Verbands berufen. Nach Victorias Trennung von Junke im November 1980 wurde Schiller wieder Spielertrainer. Zur Saison 1981/82 löste ihn Werner Thomsen als Trainer ab, Schiller blieb als Spieler Mannschaftsmitglied und übernahm zu Beginn der Saison 1983/84 wieder das Amt des Victoria-Trainers. Seine Traineramtszeit bei dem Verein endete 1986. Später war er ein Jahr (Saison 1989/90) als Trainer beim HEBC tätig, in der Saison 1994/95 war er Co-Trainer von Manfred Mannebach beim Meiendorfer SV. Diese Tätigkeiten übte er ebenso in der höchsten Hamburger Spielklasse aus wie Ende der 1990er und zu Beginn der 2000er Jahre drei Jahre lang das Traineramt bei der SV Blankenese. Gleiches galt für Schillers anschließende Trainertätigkeit beim Glashütter SV (2000 bis 2002). Die Fußballzeitschrift Sport Mikrofon beschrieb ihn 2001 als „Unikat“ und Trainer, der am Spielfeldrand „von einer Sekunde zur anderen explodieren“ könne, „aber auch immer einen flotten Spruch auf den Lippen“ habe. Von 2010 bis 2015 war er unter Hans-Jürgen Bargfrede Assistenztrainer bei der U17-Bundesligamannschaft des FC St. Pauli und später auch unter Trainer Timo Schultz Mitglied des U17-Stabes. Ab 1990 war Schiller Spieler und später Trainer der FC St. Pauli-Altliga. Er brachte sich als Trainer ebenfalls in die Arbeit der Jugendfußballschule von Thomas Seeliger ein.